# Силвис (Амазонас)

Силвис на карте штата.

Силвис (порт. Silves) — муниципалитет в Бразилии, входит в штат Амазонас. Составная часть мезорегиона Центр штата Амазонас. Входит в экономико-статистический микрорегион Итакоатиара. Население составляет 8444 человека на 2010 год. Занимает площадь 3748,83 км². Плотность населения — 2,25 чел./км².

## Границы
Муниципалитет граничит:
- на севере — муниципалитет Итапиранга
- на востоке — муниципалитет Урукуритуба
- на юге — муниципалитет Итакуатиара

## Демография
Согласно сведениям, собранным в ходе переписи 2010 года Национальным институтом географии и статистики (IBGE), население муниципалитета составляло:
| Полное население                               | Полное население                               | Полное население                               | Полное население                               | 8444  |
| ---------------------------------------------- | ---------------------------------------------- | ---------------------------------------------- | ---------------------------------------------- | ----- |
| в том числе:                                   | Городское население                            | 4029                                           | Процент городского населения, %                | 47,71 |
|                                                | Сельское население                             | 4415                                           | Процент сельского населения, %                 | 52,29 |
|                                                | Мужское население                              | 4498                                           | Процент мужского населения, %                  | 53,27 |
|                                                | Женское население                              | 3946                                           | Процент женского населения, %                  | 46,73 |
| Плотность населения, чел/км²                   | Плотность населения, чел/км²                   | Плотность населения, чел/км²                   | Плотность населения, чел/км²                   | 2,25  |
| Население муниципалитета в % к населению штата | Население муниципалитета в % к населению штата | Население муниципалитета в % к населению штата | Население муниципалитета в % к населению штата | 0,24  |

По оценке 2015 года, население муниципалитета составляло 9081 житель.

## Статистика
- Валовой внутренний продукт на 2004 год составлял 28 634 000,00 реалов (данные: Бразильский институт географии и статистики).
- Валовой внутренний продукт на душу населения на 2004 год составлял 3265,00 реалов (данные: Бразильский институт географии и статистики).

## Важнейшие населённые пункты
| № | Населённый пункт | Населённый пункт (порт.) | Категория | Население чел. (2010) | На карте                       |
| - | ---------------- | ------------------------ | --------- | --------------------- | ------------------------------ |
| 1 | Силвис           | Silves                   | город     | 4029                  | 2°50′12″ ю. ш. 58°12′48″ з. д. |
| 2 | Кристу-Рей       | Cristo Rei               | поселок   | 46                    | 2°58′14″ ю. ш. 58°28′39″ з. д. |